# 钱宪
钱宪，字國章，號心齋，南直隶常州府無錫縣人。明朝政治人物。

## 生平
正德二年（1507年）丁卯科應天鄉試丁卯科举人，正德九年（1514年）甲戌科三甲第173名進士，授浙江衢州府常山知縣。嘉靖三十三年碧山吟社重建者之一。